# Hettange-Grande
Hettange-Grande é uma comuna francesa situada no departamento da Mosela, na região de Grande Leste. Em 2010 a comuna tinha 7 854 habitantes (densidade: 482,7 hab./km²).
Está situada ao norte de Thionville, perto da divisa com o Luxemburgo.